# Abílio Farias
José Abílio de Moura Farias (Itacoatiara, 23 de fevereiro de 1946 — Manaus, 14 de junho de 2013), mais conhecido pelo seu nome artístico Abílio Farias, foi um cantor e compositor brasileiro do estilo brega-romântico.
Com mais de 50 anos de carreira, iniciou na década de 1960, cantando em bares e rádios de Manaus. Nos anos 70, participou do quadro “cantor mascarado” no programa do Chacrinha e ficou conhecido nacionalmente com os sucessos "Cabeça Oca", "Ciganinha Feiticeira" , "Coração Indeciso" e "Mulher Difícil, Homem Gosta".

## Morte
Abílio Farias morreu em 14 de junho de 2013, aos 66 anos, em decorrência de complicações cardíacas, no Hospital do Coração, em Manaus. Está sepultado no Cemitério São João Batista, em Manaus.

## Discografia
LPs
- 1977 Abílio Farias; Tapecar
- 1979 Coração indeciso; Som Livre
- 1981 O Preço da Saudade; Acorde
- 1984 Foi Preciso Sofrer; Chantecler
- 1988 Esquina Da Noite; Tropical
- 1993 Aos meus Cabelos Brancos; Performance
- 1999 Abílio Farias - Revive o sucesso; EMI